# Cerithiopsis floridana
Cerithiopsis floridana là một loài ốc biển, động vật chân bụng trong họ Cerithiopsidae, được tìm thấy ở Vịnh Mexico. Nó được Dall mô tả năm 1892.